# مسجد جامع خوسف
مسجد جامع خوسف مربوط به دوره تیموریان - دوره صفوی است و در خوسف، داخل شهر واقع شده و این اثر در تاریخ ۱ دی ۱۳۷۶ با شمارهٔ ثبت ۱۹۵۶ به‌عنوان یکی از آثار ملی ایران به ثبت رسیده است.